# 요한네스 회이퀴르 요한네손
요하네스 하우쿠르 요하네손(아이슬란드어: Jóhannes Haukur Jóhannesson, 1980년 2월 26일 ~ )은 아이슬란드의 배우이다.

## 출연 작품
- 어디갔어, 버나뎃 (2019) - J. 루베롤 역
- 시스터스 브라더스 (2019)
- 굿 라이어 (2019)
- 알파 : 위대한 여정 (2018)
- 아이리멤버유 (2017)
- 아토믹 블론드 (2017)
- 투게더 프로젝트 (2016)
- 노아 (2014)
- 블랙스 게임 (2012)
- 컴 투 함 (2011)